# Жизненное пространство фашистской Италии
Жизненное пространство (итальянский: [ˈspattsjo viˈtaːle], «Spazio vitale») являлось территориальной экспансионистской концепцией итальянского фашизма. Она была определена в универсальных терминах: «та часть земного шара, на которую распространяются либо жизненно важные потребности, либо экспансионистский импульс государства с сильной унитарной организацией, которое стремится удовлетворить свои потребности, расширяясь за пределы своих национальных границ». Жизненное пространство было аналогом концепции жизненного пространства на Востоке нацистской Германии и «Явного предначертания» Соединённых Штатов.

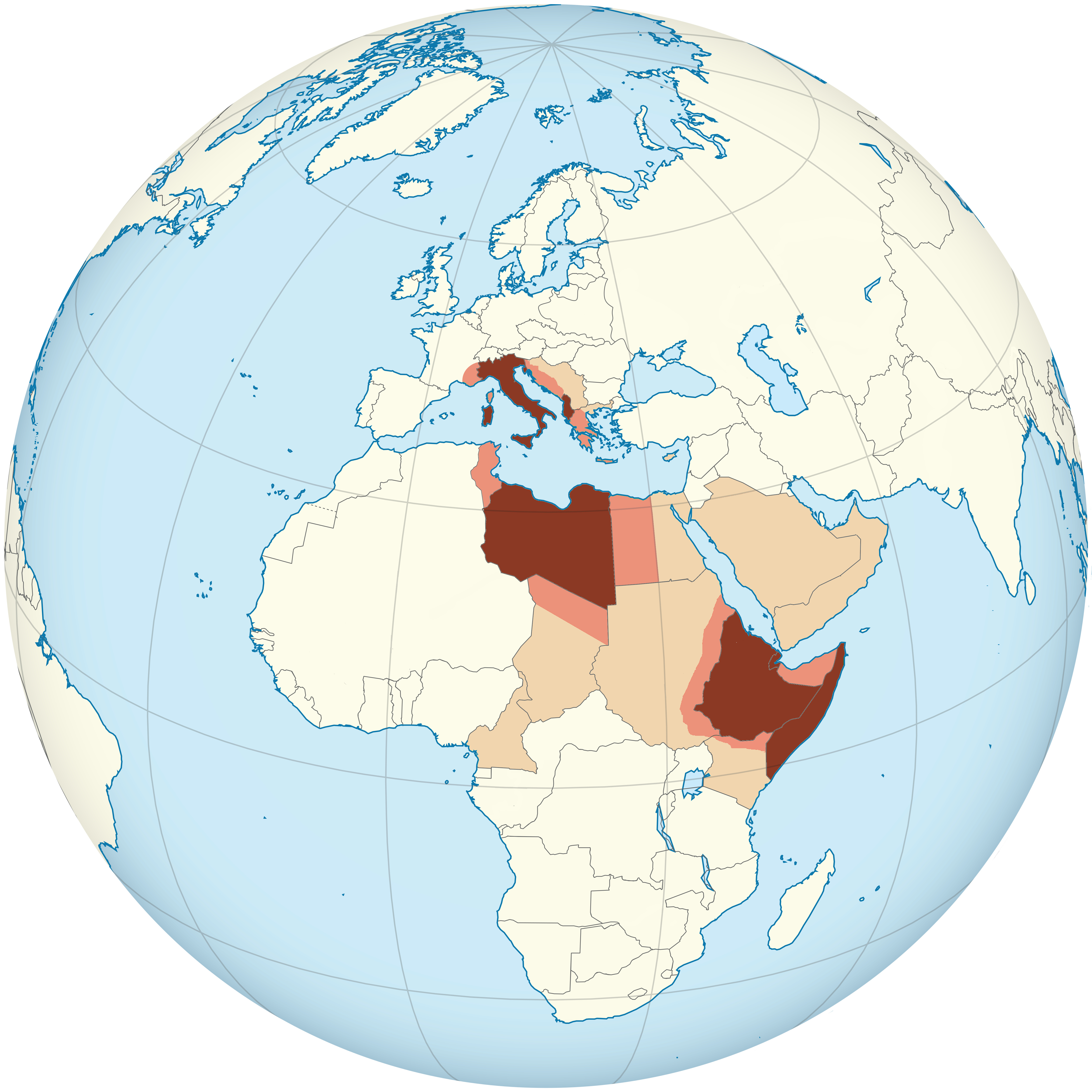
Итальянская империя должна была быть реализована в рамках политики жизненного пространства (spazio vitale). Тёмно-красный цвет указывает на материковую часть Италии и фактические итальянские протектораты и колонии, светло-красный цвет указывает на территории, которые были оккупированы итальянскими войсками во время Второй мировой войны, а бежевый цвет указывает на территории планировавшейся Итальянской империи

Территория итальянского жизненного пространства должна была охватывать Средиземное море в целом (Mare Nostrum) и Северную Африку от Атлантического до Индийского океана. Она должна быть разделена на piccolo spazio («маленькое пространство»), которое должно было быть заселено только итальянцами, и grande spazio («большое пространство»), населённое другими народами в итальянской сфере влияния. Нации в grande spazio подчинялись бы итальянскому правлению и защите, но могли сохранять свои языки и культуры. Фашистский идеолог Джузеппе Боттаи сравнил эту историческую миссию с деяниями древних римлян, заявив, что новые итальянцы «осветят мир своим искусством, просветят его своими знаниями и придадут прочную структуру своим новым территориям своей административной техникой и способностями».

## Идеологические характеристики

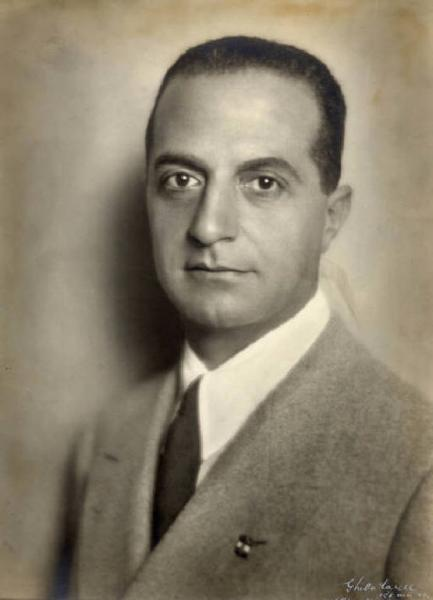
По словам итальянского фашистского идеолога Джузеппе Боттаи (на фото), spazio vitale оправдывало итальянский колониализм в Европе и Африке

В политической философии итальянского фашизма концепция spazio vitale, оправдывавшая колониальную экспансию Италии, соответствовала концепции Lebensraum нацистов в Германии. :46Тем не менее, колониальный империализм, присущий spazio vitale, предложенному Бенито Муссолини, не предполагал геноцида покорённых наций, а представлял итальянскую расу как хранителя и носителя высшей цивилизации.
Таким образом, идеологическая цель spazio vitale заключалась в экспорте революционного фашизма для замены местных политических систем с целью превращения покорённых народов в колонии фашистской Италии.
Идеолог фашизма Джузеппе Боттаи говорил, что историческая миссия spazio vitale аналогична миссии Древнего Рима (753 г. до н. э. — 476 г. н. э.), и что Новый Рим — Итальянская империя — «озарит мир своим искусством, воспитает его своим знанием и придаст прочную структуру своим новым территориям своей административной техникой и способностями». Оказавшись под властью римской гегемонии, покорённые народы сохранили бы право на свои родные языки и культуры в пределах Итальянской империи.
Фашистский режим заявлял, что достижение итальянского spazio vitale будет разделено на три этапа: краткосрочный, среднесрочный и долгосрочный. :47Сроки ее достижения были ускорены в связи с началом Второй мировой войны.

## В Европе
В Европе spazio vitale Италии должно было включать Юго-Восточную Европу. Краткосрочные планы Италии включали расширение своего жизненного пространства в юго-восточной Европе, которое должно было включать несколько стран. В 1941 году Италия определила эти планы. Хорватия и Босния и Герцеговина были ценны для Италии своими запасами древесины, стадами крупного рогатого скота и богатыми месторождениями углеводородов, бурового угля, железа, меди, хрома, марганца, пирита, сурьмы и ртути. Сербия, будучи территориально «уменьшенной до своих реальных размеров», оказалась бы в пределах spazio vitale со своими полезными ископаемыми, и в частности своими месторождениями меди в Боре. Болгария должна была быть включена в spazio vitale в Средиземном море после того, как она приобрела свой «законный» выход к Эгейскому морю, и стала бы основным торговым партнером Италии благодаря производству рапса, сои, вина и месторождениям хрома. Греция должна была быть включена, после чего Италия помогала бы в разработке природных ресурсов Греции и развитии сталелитейной промышленности; Греция выиграет от торговли с Италией, а Италия, в свою очередь, получит доступ к этим ресурсам. :229–230
Венгрия представляла интерес для включения из-за её речных портов, туризма, крупномасштабного производства сельскохозяйственной техники, электротоваров, фармацевтических препаратов и древесины. Румыния была целью итальянских амбиций, которые были включены в планы, продвигаемые Муссолини и начальником Генерального штаба Италии Альберто Париани. В 1939 году Париани заявил, что поддерживаемая Италией военная интервенция в Румынии приведёт к тому, что Румыния уступит Трансильванию Венгрии, а южную Добруджу — Болгарии. Париани в беседе с венгерскими официальными лицами повторил аргументы Муссолини о том, что итальянская армия может вторгнуться в Югославию и пересечь её территорию, чтобы захватить румынские нефтяные месторождения и предотвратить продвижение Советского Союза на Балканы.

## В Африке
В Африке spazio vitale должно было включать большие территории в Северной и Восточной Африке. Рассматривая современную Италию как наследницу Римской империи, фашистский режим использовал исторический прецедент римского контроля над этими территориями, чтобы предъявлять земельные претензии в Северной Африке. Береговая линия Северной Африки считалась стратегически важной для стремления фашистов, чтобы Италия доминировала и контролировала Средиземное море.
Фашистский режим подчеркивал стратегическую важность политической и экономической связи Европы с Африкой и иногда называл два континента вместе «Еврафрикой». В рамках этой позиции режим подготовил карты с изображением гипотетических железнодорожных линий и гидроэлектростанций, идущих из Африки в Италию через итальянскую колонию Ливию, в качестве предложений по более тесной интеграции африканских владений Италии с самой Италией.

## Искусство
Интенсивное чувство spazio vitale отразилось в художественных движениях, таких как футуризм, возглавляемый итальянским поэтом Филиппо Томазо Маринетти. Оно делало акцент на скорости, технологии, молодости и насилии, а также на таких объектах, как автомобиль, самолёт и промышленный город. Оно прославляло современность и стремилось освободить Италию от груза прошлого. Это было в значительной степени националистическое движение, имевшее яркое романтическое видение войны и экспансии благодаря созданию новых технологий.